# Wells Fargo
Wells Fargo je americká banka, akciová společnost se sídlem v San Francisku. Prostřednictvím svých dceřiných firem poskytuje bankovní, finanční, poradenské a pojišťovací služby po celém světě. Co do tržní kapitalizace je to největší banka na světě, je na druhém místě ve vkladech, hypotékách a debetních kartách. Spolu s firmami JPMorgan Chase, Bank of America a Citigroup patří do "velké čtyřky" amerických bank. V roce 2015 zaměstnávala přes 265 tisíc osob, její příjmy činily přes 86 miliard USD a zisk téměř 23 miliard USD.

## Historie
Firmu Wells Fargo založili v roce 1852 Henry Wells a William Fargo, kteří provozovali nejdříve dostavníkovou dopravu na americkém západě, později také různé finanční služby. V roce 1998 ji koupila bankovní společnost Norwest Corporation z Minneapolisu (Minnesota), ale rozhodla se dále fungovat pod jménem Wells Fargo, které proslavily kovbojské filmy.